# حبر متغير
يُعد الحبر المتغير بصرياً (OVI) الذي يُطلق عليه أيضاً حبر متغير اللون إحدى الوسائل لمكافحة التزوير ويُستعمل على العديد من الأوراق النقدية الحديثة الرئيسية، وكذلك على المستندات الرسمية الأخرى (التراخيص المهنية على سبيل المثال).

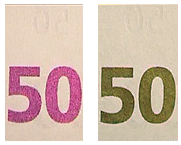
شكل الورقة النقدية فئة 50 يورو، من زوايا مختلفة. طُبع رقم "50" بواسطة حبر متغير

يعرض الحبر لونين مختلفين حسب زاوية النظر إلى الورقة النقدية. فعلى سبيل المثال، تستخدم ورقة الولايات المتحدة من فئة الخمسين دولاراً أمريكياً حبراً متغير اللون للرقم 50 بحيث يظهر باللون النحاسي في زاوية ما والأخضر الفاتح في زاوية أخرى.
يعتبر الحبر المتغير بصرياً (OVI) مفيدًا بشكل خاص كإجراء فعال لمكافحة التزييف لأنه غير متوفر على نطاق واسع، ويستخدم في الطباعة الآمنة. وإحدى الشركات المصنعة الرئيسية هي شركة سويسرية تدعى SICPA (Société Industrielle et Commerciale de Produits pour l'Agriculture). ومن بين الموردين الإضافيين شركة Gleitsmann الألمانية للأحبار الأمنية، وشركة Sun Chemical (من خلال قسم حماية العلامة التجارية ومقرها في مانشستر، المملكة المتحدة)، وشركة Printcolor AG السويسرية التي يقع مقرها في بيريكون، سويسرا.

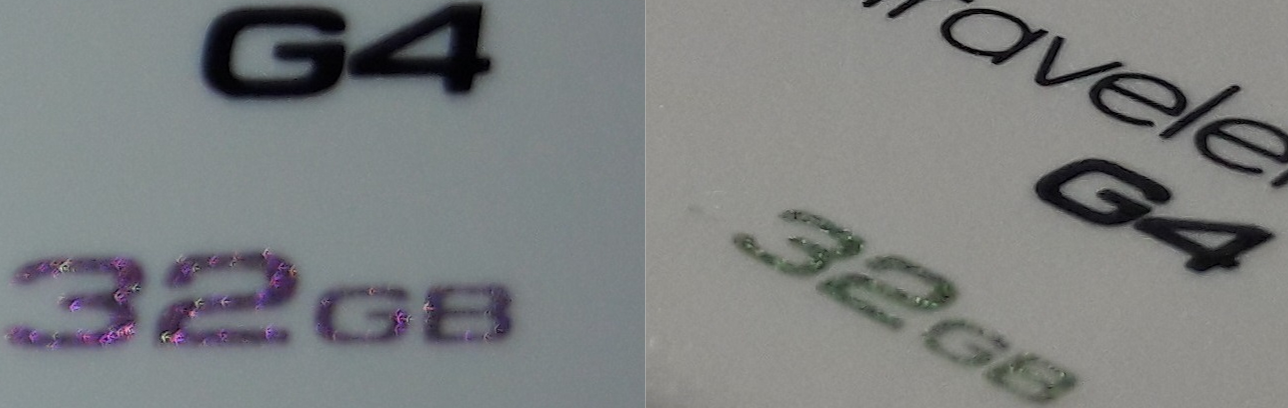
الحبر المتغير بصرياً المستعمل في محركات أقراص USB الشائعة التي غالباً ما تكون عرضة للتزوير. التقطت الصورة من زاويتين مختلفتين.

إن الأحبار المتغيرة تعكس اللون بأطوال موجية مختلفة في الضوء الأبيض، اعتمادًا على زاوية السقوط على السطح. ستلاحظ العين المجردة هذا التأثير كتغير في اللون مع تغير زاوية الرؤية. يمكن لآلة النسخ أو الماسحة الضوئية الملونة نسخ مستند بزاوية واحدة ثابتة فقط بالنسبة إلى سطح المستند. وتستخدم مسحوقاً لؤلؤياً لامعاً ناعماً.

## الحبر المغناطيسي المتغير
يتميز الحبر المغناطيسي المتغير بصريًا (OVMI)، الذي يُطلق عليه أيضًا اسم SPARK، بتأثيرات بصرية تعتمد على الخصائص المغناطيسية للحبر. عندما يتم إمالة المستند، تحدث حركة شريط ضوئي ساطع ويتغير اللون. ينظف عادةً عن طريق الطباعة على الشاشة. يُستخدم هذا النوع من الحبر في عملات اليورو والريال البرازيلي والروبل الروسي.